# Longcheng (häradshuvudort i Kina, Yunnan Sheng, lat 24,90, long 102,80)
Longcheng (kinesiska: Ch’eng-kung-hsien, Lung-ch’eng-chen, Ch’eng-kung, 龙城, 龙城镇, 呈贡, 呈贡县) är en häradshuvudort i Kina. Den ligger i provinsen Yunnan, i den sydvästra delen av landet, omkring 22 kilometer sydost om provinshuvudstaden Kunming. Antalet invånare är 310 843. Befolkningen består av 145 710 kvinnor och 165 133 män. Barn under 15 år utgör 12,0 %, vuxna 15-64 år 82 %, och äldre över 65 år 5,0 %.
Runt Longcheng är det tätbefolkat, med 286 invånare per kvadratkilometer. Närmaste större samhälle är Kunming, 17,6 km nordväst om Longcheng. Trakten runt Longcheng består till största delen av jordbruksmark.
Genomsnittlig årsnederbörd är 1 483 millimeter. Den regnigaste månaden är juni, med i genomsnitt 199 mm nederbörd, och den torraste är december, med 61 mm nederbörd.